# 10183 Ampère
10183 Ampère (1996 GV20) là một tiểu hành tinh vành đai chính được phát hiện ngày 15 tháng 4 năm 1996 bởi E. W. Elst ở La Silla
Nó được đặt theo tên André-Marie Ampère, one of the discoverers thuộc electromagnetism.